# Kumba
Kumba (ponekad Koumba) glavni je grad kamerunskog departmana Meme u regiji Sud-Ouest. Nalazi se 120 km sjeverno od Douale, na sjecištu prometnica N8 i N16. Premda je najveći grad regije, nije i sjedište regionalne uprave; to je Buéa.
Značajna je trgovina kakaom (brojne farme kakaovca u okolici) i palminim uljem, kao i drvna industrija. Grad ima bolnicu i medicinski istraživački centar. Većina regionalnih cestâ prolaze kroz Kumbu, kao što su one koje vode od Mamféa u blizini nigerijske granice, od nacionalnog parka Korup kod Mundembe te od planine Koupé na istoku. U blizini grada nalaze se brojni vodopadi te vulkansko jezero Barombi Mbo.
Godine 2005., Kumba je imala 144.268 stanovnika, čime je bila 8. grad po brojnosti u državi. Manji dio lokalnog stanovništva govori engleskim jezikom.